# حكومة تانسو تشيلر الأولى
حكومة تانسو تشيلر الأولى أو حكومة الجمهورية التركية الـ50 (بالتركية: Türkiye Cumhuriyeti 50. Hükümeti) حكمت للفترة (25 يونيو 1993 - 5 أكتوبر 1995)، كانت حكومة ائتلافية شكّلها حزب الطريق القويم والحزب الاشتراكي الديمقراطي الشعبي، وشارك فيها في بداية سنة 1995 حزب الشعب الجمهوري

## قائمة الحكومة
| المنصب                            | الاسم                                               | الحزب | الحزب                          |
| --------------------------------- | --------------------------------------------------- | ----- | ------------------------------ |
| رئيس الوزراء                      | تانسو تشيلر                                         |       | حزب الطريق القويم              |
| وزير الدولة ونائب رئيس الوزراء    | إردال إينونو 25 يونيو 1993 - 12 سبتمبر 1993         |       | حزب الشعب الديمقراطي الإشتراكي |
| وزير الدولة ونائب رئيس الوزراء    | مراد كارايالجين 12 سبتمبر 1993 - 27 مارس 1995       |       | حزب الشعب الديمقراطي الإشتراكي |
| وزير الدولة ونائب رئيس الوزراء    | حكمت تشكتين 27 مارس 1995 - 5 أكتوبر 1995            |       | حزب الشعب الديمقراطي الإشتراكي |
| وزير الدولة والمتحدث باسم الحكومة | بكر سامي داتش                                       |       | حزب الطريق القويم              |
| وزير الدولة                       | علي إرك 28 نوفمبر 1993 - 30 مايو 1995               |       | حزب الطريق القويم              |
| وزير الدولة                       | نورهان تيكنل 28 نوفمبر 1993 - 14 أغسطس 1994         |       | حزب الطريق القويم              |
| وزير الدولة                       | صالح سومر 27 يوليو 1994 - 27 مارس 1995              |       | حزب الشعب الديمقراطي الإشتراكي |
| وزير الدولة                       | محمد غازي أوغلو 24 أكتوبر 1993 - 28 نوفمبر 1993     |       | حزب الطريق القويم              |
| وزير الدولة                       | تركان أكيول 25 يونيو 1993 - 27 يوليو 1994           |       | حزب الشعب الديمقراطي الإشتراكي |
| وزير الدولة                       | أحمد كراتل أوغلو 14 أغسطس 1994 - 5 أكتوبر 1995      |       | حزب الطريق القويم              |
| وزير الدولة                       | محمد غولهان 25 يونيو 1993 - 24 أكتوبر 1993          |       | حزب الطريق القويم              |
| وزير الدولة                       | عزيمت كويلو أوغلو 27 يولبو 1994 - 27 مارس 1995      |       | حزب الشعب الديمقراطي الإشتراكي |
| وزير الدولة                       | أيسل بايكال 27 مارس 1995 - 5 أكتوبر 1995            |       | حزب الشعب الديمقراطي الإشتراكي |
| وزير الدولة                       | محمد غولجو غون 5 أكتوبر 1994 - 27 مارس 1995         |       | حزب الشعب الديمقراطي الإشتراكي |
| وزير الدولة                       | أحمد شانال 25 يوليو 1993 - 28 نوفمبر 1993           |       | حزب الطريق القويم              |
| وزير الدولة                       | نافيز كورت                                          |       | حزب الطريق القويم              |
| وزير الدولة                       | شكري إردم                                           |       | حزب الطريق القويم              |
| وزير الدولة                       | ضياء خالص 27 مارس 1995 - 18 يوليو 1995              |       | حزب الشعب الديمقراطي الإشتراكي |
| وزير الدولة                       | نجم الدين جوهري                                     |       | حزب الطريق القويم              |
| وزير الدولة                       | غونيش مفتي أوغلو 25 يوليو 1993 - 28 نوفمبر 1993     |       | حزب الطريق القويم              |
| وزير الدولة                       | بهاء الدين آلا غوز 27 دبسمبر 1994 - 27 أكتوبرر 1995 |       | حزب الشعب الديمقراطي الإشتراكي |
| وزير الدولة                       | إبراهيم تيز 25 يوليو 1993 - 27 يونيو 1994           |       | حزب الشعب الديمقراطي الإشتراكي |
| وزير الدولة                       | أونور كومبارجي باشي 27 مارس 1995 - 5 أكتوبر 1995    |       | حزب الشعب الجمهوري             |
| وزير الدولة                       | أيكون دوغان 7 فبراير 1994 - 5 أكتوبر 1995           |       | حزب الطريق القويم              |
| وزير الدولة                       | مصطفى تشيل أوغلو 25 يوليو 1993 - 28 نوفمبر 1993     |       | حزب الطريق القويم              |
| وزير الدولة                       | يلدرم أكتونا                                        |       | حزب الطريق القويم              |
| وزير الدولة                       | أوناي ألباغو 27 يوليو 1994 - 27 مارس 1995           |       | حزب الشعب الديمقراطي الإشتراكي |
| وزير الدولة                       | جميل إرهان 25 يولبو 1993 - 7 فبراير 1994            |       | حزب الطريق القويم              |
| وزير الدولة                       | ارمان شاهين 25 يوليو 1993 - 27 يونيو 1994           |       | حزب الشعب الديمقراطي الإشتراكي |
| وزير الدولة                       | [[أيفاز غوك دمير 14 أغسطس 1994 - 5 أكتوبرر 1995     |       | حزب الطريق القويم              |
| وزير الدولة                       | فكري ساغلار 27 يونيو 1994 - 2 أكتوبر 1994           |       | حزب الشعب الديمقراطي الإشتراكي |
| وزير الدولة                       | محمد يلماز 28 نوفمبر 1993 - 15 يونيو 1994           |       | حزب الطريق القويم              |
| وزير الدولة                       | عبد الباقي أتاتش 28 نوفمبر 1993 - 5 أكتوبر 1995     |       | حزب الطريق القويم              |
| وزير الدولة                       | محمد قهرمان 25 يونيو 1993 - 25 يوليو 1994           |       | حزب الشعب الديمقراطي الإشتراكي |
| وزير الدولة                       | ألغان هاجان أوغلو 27 مارس 1995 - 5 أكتوبر 1995      |       | حرب الشعب الجمهوري             |
| وزير العدل                        | محمد أوكتاي 25 يونيو 1993 - 27 يوليو 1994           |       | حزب الشعب الديمقراطي الإشتراكي |
| وزير العدل                        | محمد موغلتاي 27 يونيو 1994 - 5 أكتوبر 1995          |       | حزب الشعب الديمقراطي الإشتراكي |
| حزب الدفاع الوطني                 | نوزت أياز 25 يوليو 1993 - 24 أكتوبر 1993            |       | حزب الطريق القويم              |
| حزب الدفاع الوطني                 | محمد غولهان 24 أكتوبر 1993 - 5 أكتوبر 1995          |       | حزب الطريق القويم              |
| وزير الشؤون الداخلية              | محمد غازي أوغلو 25 يوليو 1993 - 24 أكتوبر 1993      |       | حزب الطريق القويم              |
| وزير الشؤون الداخلية              | نهاد منتش 24 أكتوبر 1993 - 5 أكتوبر 1995            |       | حزب الطريق القويم              |
| وزير الشؤون الخارجبة              | حكمت تشتين 25 يونيو 1993 - 27 يولبو 1994            |       | حزب الشعب الديمقراطي الإشتراكي |
| وزير الشؤون الخارجبة              | ممتاز سويسال 27 يوليو 1994 - 28 نوفمبر 1994         |       | حزب الشعب الديمقراطي الإشتراكي |
| وزير الشؤون الخارجبة              | [[مراد كارا يالجين 12 سبتمبر 1994 - 27 مارس 1995    |       | حزب الشعب الديمقراطي الإشتراكي |
| وزير الشؤون الخارجبة              | إردال إينونو 27 مارس 1995 - 5 أكتوبر 1995           |       | حزب الشعب الجمهوري             |
| وزير المالية والجمارك             | عصمت عطاء الله                                      |       | حزب الطريق القويم              |
| وزي التربية الوطنية               | نهاد منتش 25 يوليو 1993 - 24 أكتوبر 1993            |       | حزب الطريق القويم              |
| وزي التربية الوطنية               | نوزت أياز 24 أكتوبر 1993 - 5 أكتوبر 1995            |       | حزب الطريق القويم              |
| وزير الأشغال العامة والتسوية      | أونور كومبراج باشي 25 يونيو 1993 - 27 يوليو 1994    |       | حزب الشعب الديمقراطي الإشتراكي |
| وزير الأشغال العامة والتسوية      | مصطفى يلماز 27 يوليو 1994 - 23 ديسمبر 1994          |       | حزب الشعب الديمقراطي الإشتراكي |
| وزير الأشغال العامة والتسوية      | خليل جولها أوغلو 5 أكتوبر 1994 - 27 مارس 1995       |       | حزب الشعب الديمقراطي الإشتراكي |
| وزير الأشغال العامة والتسوية      | أرمان شاهين 27 مارس 1995 - 15 يونيو 1995            |       | حزب الشعب الجمهوري             |
| وزير الأشغال العامة والتسوية      | خليل جولها أوغلو 15 يوليو 1995 - 5 أكتوبر 1995      |       | حزب الشعب الجمهوري             |
| وزير الصحة                        | رفعت سردار أوغلو 25 يوليو 1993 - 28 نوفمبر 1993     |       | حزب الطريق القويم              |
| وزير الصحة                        | كتظم دينتش 28 نوفمبر 1993 - 14 أغسطس 1994           |       | حزب الطريق القويم              |
| وزير الصحة                        | دوغان باران 14 أغسطس 1994 - 5 أكتوبر 1995           |       | حزب الطريق القويم              |
| وزير المواصلات                    | محمد غوزتبن 25 يوليو 1993 - 12 أبريل 1995           |       | حزب الطريق القويم              |
| وزير المواصلات                    | نافظ كورت 12 أبريل 1995 - 29 مايو 1995              |       | حزب الطريق القويم              |
| وزير المواصلات                    | علي إرك 2 مايو 1995 - 5 أكتوبر 1995                 |       | حزب الطريق القويم              |
| وزير الزراعة والشؤون الريفية      | رفادين شاهين                                        |       | حزب الطريق القويم              |
| وزير العمل والضمان الاجتماعي      | محمد موغلتاي 25 يونيو 1993 - 27 يوليو 1994          |       | حزب الشعب الديمقراطي الإشتراكي |
| وزير العمل والضمان الاجتماعي      | نهاد ماتكاب 27 يونيو 1994 - 27 مارس 1995            |       | حزب الشعب الديمقراطي الإشتراكي |
| وزير العمل والضمان الاجتماعي      | أيدين غوركان 27 مارس 1995 - 4 يونيو 1995            |       | حزب الشعب الجمهوري             |
| وزير العمل والضمان الاجتماعي      | ضياء خالص 18 يونيو 1995 - 5 أكتوبر 1995             |       | حزب الشعب الجمهوري             |
| وزير الصناعة والتجارة             | [كطاهر كوس 25 يوليو 1993 - 27 يونيو 1994            |       | حزب الشعب الديمقراطي الإشتراكي |
| وزير الصناعة والتجارة             | محمد دونين 27 يوليو 1994 - 27 مارس 1995             |       | حزب الشعب الديمقراطي الإشتراكي |
| وزير الصناعة والتجارة             | حسن أكيول 27 مارس 1995 - 5 أكتوبر 1995              |       | حزب الشعب الجمهوري             |
| وزير الطاقة والموارد الطبيعية     | فيصل أتاسوي                                         |       | حزب الطريق القويم              |
| وزير الثقافة                      | فكري ساغلار 25 يونيو 1993 - 27 يوليو 1994           |       | حزب الشعب الديمقراطي الإشتراكي |
| وزير الثقافة                      | تيموتشين سافاش 27 يولبو 1994 - 27 مارس 1995         |       | حزب الشعب الديمقراطي الإشتراكي |
| وزير الثقافة                      | إرجان كاراكاش 27 مارس 1995 - 24 يوليو 1995          |       | حزب الشعب الجمهوري             |
| وزير الثقافة                      | إسماعيل جيم 7 يونيو 1995 - 5 أكتوبر 1995            |       | حزب الشعب الجمهوري             |
| وزير السياحة                      | عبد القادر أتيش 25 يوليو 1993 - 27 يونيو 1994       |       | حزب الشعب الديمقراطي الإشتراكي |
| وزير السياحة                      | خليل جولها أوغلو 27 يونيو 1994 - 5 أكتوبر 1994      |       | حزب الشعب الديمقراطي الإشتراكي |
| وزير السياحة                      | شاهين أولوساي 5 أكتوبر 1994 - 27 مارس 1995          |       | حزب الشعب الديمقراطي الإشتراكي |
| وزير السياحة                      | عرفان غوربنار 27 مارس 1995 - 5 أكتربر 1995          |       | حزب الشعب الديمقراطي الإشتراكي |
| وزير البيئة                       | رضا أكجالي                                          |       | حزب الطريق القويم              |
| وزير الغابات                      | حسن إيكنجي                                          |       | حزب الطريق القويم              |